# سخت‌پوست‌های آب گرم
سخت‌پوست‌های آب گرم (نام علمی: Thermosbaenacea) نام یک راسته از فراراستهُ میگوهای کیسه‌دار است.